# Shange
Shange (chiń. 山歌, pinyin shāngē; dosł. „pieśni gór”) – rodzaj chińskich pieśni ludowych, popularnych w górzystych regionach Państwa Środka. Pierwotnie tworzone były przez ludy pochodzenia niechińskiego, z czasem zostały zaadaptowane również do kultury Hanów.
Tematyka shange skoncentrowana jest zazwyczaj wokół miłości lub pracy. Same pieśni wywodzą się z zawołań do osób znajdujących się na sąsiednich szczytach.
Wyróżnia się kilka odmian regionalnych shange: Hua’er (花儿; Gansu, Ningxia i Qinghai), Xintianyou/Shanqu (信天游/山曲; Shaanxi i Shanxi), Zhengjinghong (挣颈红; Anhui), Xingguo (Jiangxi), Hengyang (Hunan), Hakka (Guangdong). Wśród Tybetańczyków popularny jest typ pieśni noszący nazwę Lalu, wśród Miao Fenge, zaś u Mongołów Changdiao (长调) wraz z odmianą Chao’er, wykonywaną jedynie podczas uroczystych wydarzeń.